# Співак Євгенія Петрівна
Євгенія Петрівна Співак (1935 — ?) — українська радянська діячка, доярка, ланкова колгоспу «Росія» села Княже Горохівського району Волинської області (потім — Сокальського району Львівської області). Герой Соціалістичної Праці (26.02.1958). Депутат Львівської обласної ради депутатів трудящих 12—14-го скликань (1969—1975 роки).

## Біографія
Народилася в селянській родині.
З 1950-х років — доярка, потім ланкова колгоспу «Росія» села Княже Горохівського району Волинської області (з січня 1961 року — Сокальського району Львівської області).
26 лютого 1958 року отримала звання Героя Соціалістичної Праці з врученням ордена Леніна і золотої медалі «Серп і молот» за високі досягнення в тваринництві.
Потім — на пенсії в селі Княже Сокальського району Львівської області.

## Нагороди
- Герой Соціалістичної Праці (26.02.1958)
- орден Леніна (26.02.1958)
- ордени
- медалі